# Großer Preis der Türkei 2008
Der Große Preis der Türkei 2008 (offiziell 2008 Formula 1 Petrol Ofisi Turkish Grand Prix) fand am 11. Mai auf dem Istanbul Park Circuit in Istanbul statt und war das fünfte Rennen der Formel-1-Weltmeisterschaft 2008.

## Berichte

### Hintergrund
Nach dem Großen Preis von Spanien führte Kimi Räikkönen in der Fahrerwertung mit neun Punkten vor Lewis Hamilton und mit zehn Punkten vor Robert Kubica. In der Konstrukteurswertung führte Ferrari mit zwölf Punkten vor BMW Sauber und mit 13 Punkten vor McLaren-Mercedes.
Rubens Barrichello fuhr seinen 257. Grand-Prix und brach damit den 15 Jahre alten Rekord von Riccardo Patrese mit den meisten Rennstarts.
Nachdem dem japanischen Motorsportrennstall Super Aguri der Zutritt zur Rennstrecke verwehrt wurde, gab Aguri Suzuki den sofortigen Rückzug seines Teams aus der Formel 1 bekannt.
Mit Felipe Massa (zweimal) und Räikkönen (einmal) traten zwei ehemalige Sieger zu diesem Grand Prix an.

### Training
Im ersten freien Training fuhr Massa in 1:27,323 Minuten die schnellste Runde, gefolgt von Heikki Kovalainen und Hamilton.
Im zweiten freien Training setzte sich dann Räikkönen mit 1:27,543 Minuten an die Spitze vor Hamilton und Massa.
Das dritte freie Training entschied dann Mark Webber für sich. Fernando Alonso und David Coulthard belegten die Plätze dahinter.

### Qualifying
Das Qualifying bestand aus drei Teilen mit einer Nettolaufzeit von 45 Minuten. Im ersten Qualifying-Segment (Q1) hatten die Fahrer 18 Minuten Zeit, um sich für das Rennen zu qualifizieren. Die besten 15 Fahrer erreichten den nächsten Teil. Massa war Schnellster. Die beiden Force-India-Piloten sowie Sébastien Bourdais, Nelson Piquet jr. und Kazuki Nakajima schieden aus.

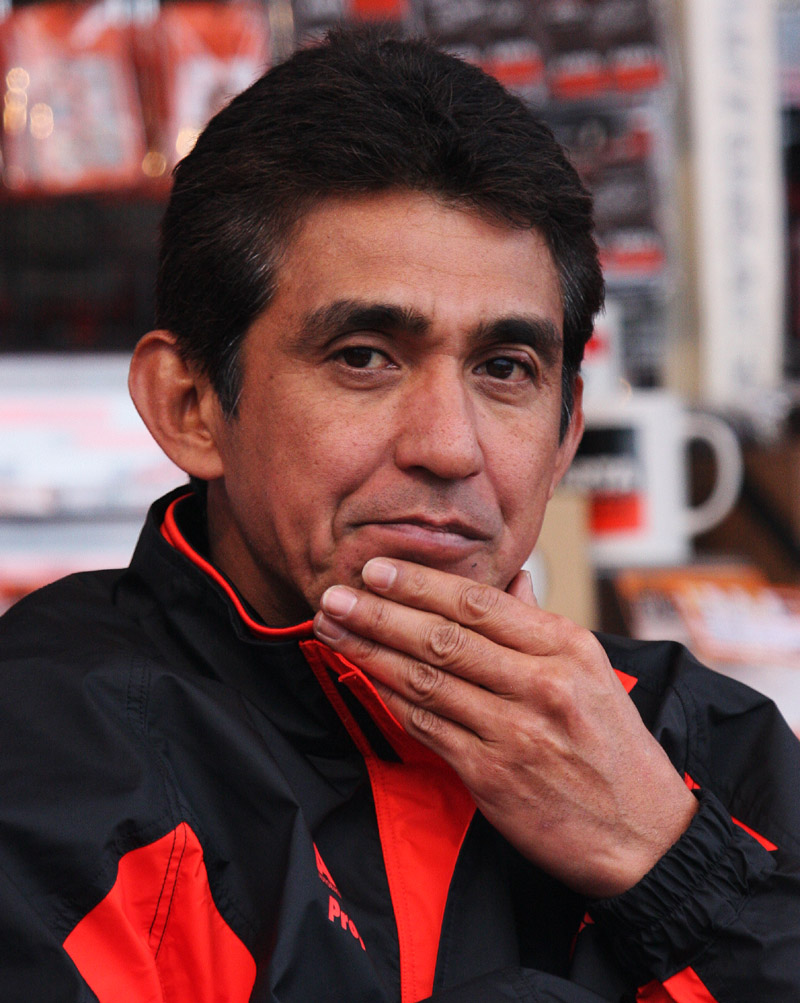
Der Gründer von Super Aguri, Aguri Suzuki. Vor dem Großen Preis von Türkei wurde bekannt gegeben, dass sich das Team mit sofortiger Wirkung aus der Formel 1 zurückziehen werde

Der zweite Abschnitt (Q2) dauerte 15 Minuten. Die schnellsten zehn Piloten qualifizierten sich für den dritten Teil des Qualifyings. Räikkönen war Schnellster. Beide Honda, Timo Glock, Sebastian Vettel und Nico Rosberg schieden aus.
Der letzte Abschnitt (Q3) ging über eine Zeit von zwölf Minuten, in denen die ersten zehn Startpositionen vergeben wurden. Massa fuhr mit einer Rundenzeit von 1:27,617 Minuten die Bestzeit vor den beiden McLaren von Kovalainen und Hamilton und sicherte sich so seine 16. Pole-Position.

### Rennen
Beim Start überholte Hamilton sofort Kovalainen und belegte hinter Massa den zweiten Platz. Weiter hinten kollidierte Vettel mit Sutil und beide mussten an die Box, Vettel mit einem Reifenschaden und Sutil wegen eines neuen Frontflügels. Direkt nach dem Start kollidierten zudem auch Giancarlo Fisichella und Nakajima in der ersten Kurve. Für beide war das Rennen danach zu Ende. Nakajima schaffte es zwar noch, obwohl er bei dem Vorfall sowohl seinen Vorder- als auch seinen Heckflügel verlor, zurück in seine Boxengasse, gab dort aber auf. Auch die beiden Finnen Kovalainen und Räikkönen berührten sich was für Kovalainen einen Plattfuß zur Folge hatte. Anschließend musste das Safety-Car wegen des Auffahrunfalls von Fisichella auf die Strecke.
Nach Beendigung es Safety-Cars fuhr Räikkönen an Alonso vorbei und überholte nach den ersten Stopps auch Kovalainen. Zwischen Runde vier und Runde elf tauschten Massa und Hamilton die schnellsten Runden aus und der McLaren-Fahrer schaffte es, den Abstand zwischen ihm und dem Führenden auf eineinhalb Sekunden zu halten. Die beiden Fahrer ließen den drittplatzierten Kubica hinter sich, der wiederum schnell von Räikkönen eingeholt wurde. Hamilton begann dann, die Lücke zwischen ihm und Massa zu schließen, fuhr aufeinanderfolgende schnelle Rundenzeiten und lag in der 15. Runde innerhalb von sieben Zehntelsekunden.
Alonso war der erste der Spitzenreiter, der in Runde 15 einen Boxenstopp einlegte und auf den zehnten Platz zurückfiel. Hamilton kam eine Runde später an die Box und fiel auf den sechsten Platz zurück, während Massa weitere drei Runden draußen blieb. Sowohl er als auch Kubica kamen gleichzeitig an die Box und ließen Räikkönen vorübergehend in Führung. In Runde 20 fuhr er mit 1:21,506 Minuten die schnellste Runde des Rennens, bevor er am Ende der 21. Runde selbst an die Box ging, ebenso wie der zu diesem Zeitpunkt zweitplatzierte Nick Heidfeld. Räikkönen kam vor Kubica zurück, während Heidfeld vor Alonso und Webber herauskam und sich auf den fünften Platz verbesserte. Massa lag nun wieder an der Spitze, Hamilton lag jedoch nur 0,8 Sekunden zurück. Hamilton fuhr mit weniger Treibstoff, um einen zusätzlichen Boxenstopp für den Ferrari-Fahrer einzulegen, und konnte den Rückstand auf Massa verkürzen. In der 24. Runde überholte er ihn in Kurve zwölf. Hamilton führte nun, Massa wurde Zweiter und Räikkönen Dritter.
Hamilton setzte sich bald von Massa ab und fuhr eine Runde schneller als der Ferrari-Fahrer. Bourdais fiel dann nach einem Aufhängungsbruch aus. In den nächsten sechs Runden baute Hamilton seinen Vorsprung auf über sechs Sekunden aus, bevor er in Runde 32 an die Box ging. Er kehrte als Dritter ins Rennen zurück, 2,6 Sekunden hinter dem Zweitplatzierten Räikkönen.
Acht Runden nach Hamiltons Boxenstopp rief Ferrari Massa zu seinem letzten Stopp an die Box und Räikkönen übernahm erneut die Führung. Dieser Vorsprung hielt jedoch nur ein paar Runden an, da der Finne in Runde 43 an die Box kam und seinen letzten Stopp einlegte. In Runde 43 führte Hamilton mit 14,4 Sekunden Vorsprung vor Massa, Räikkönen lag weitere sieben Sekunden dahinter. Zwei Runden später musste Hamilton seinen dritten und letzten Boxenstopp einlegen. Der McLaren-Fahrer kam hinter Massa, aber entscheidend vor dem WM-Führenden Räikkönen, wieder auf die Strecke.

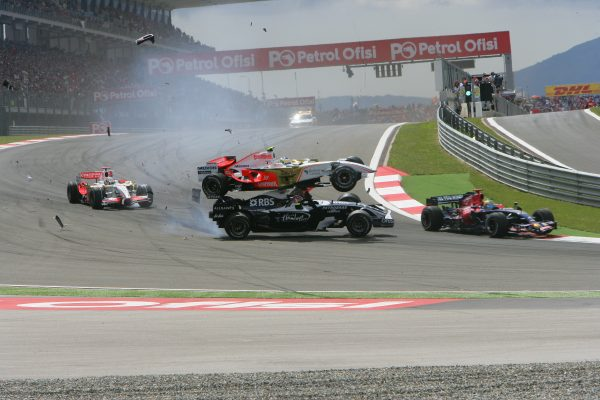
Giancarlo Fisichella fliegt über Kazuki Nakajima

Massa gewann schließlich das Rennen vor Hamilton, Räikkönen, Kubica, Heidfeld, Alonso, Webber und Nico Rosberg. Für Massa war es der siebte Sieg seiner Formel-1-Karriere.
In der Fahrerwertung führte weiterhin Räikkönen. Massa war neuer Zweiter, punktgleich mit Hamilton. In der Konstrukteurswertung blieben die ersten drei Positionen unverändert.

## Meldeliste
| Team                      | Nr. | Fahrer               | Chassis           | Motor                | Reifen |
| ------------------------- | --- | -------------------- | ----------------- | -------------------- | ------ |
| Scuderia Ferrari Marlboro | 01  | Kimi Räikkönen       | Ferrari F2008     | Ferrari 2.4 V8       | B      |
| Scuderia Ferrari Marlboro | 02  | Felipe Massa         | Ferrari F2008     | Ferrari 2.4 V8       | B      |
| BMW Sauber F1 Team        | 03  | Nick Heidfeld        | BMW Sauber F1.08  | BMW 2.4 V8           | B      |
| BMW Sauber F1 Team        | 04  | Robert Kubica        | BMW Sauber F1.08  | BMW 2.4 V8           | B      |
| ING Renault F1 Team       | 05  | Fernando Alonso      | Renault R28       | Renault 2.4 V8       | B      |
| ING Renault F1 Team       | 06  | Nelson Piquet jr.    | Renault R28       | Renault 2.4 V8       | B      |
| AT&T Williams             | 07  | Nico Rosberg         | Williams FW30     | Toyota 2.4 V8        | B      |
| AT&T Williams             | 08  | Kazuki Nakajima      | Williams FW30     | Toyota 2.4 V8        | B      |
| Red Bull Racing           | 09  | David Coulthard      | Red Bull RB4      | Renault 2.4 V8       | B      |
| Red Bull Racing           | 10  | Mark Webber          | Red Bull RB4      | Renault 2.4 V8       | B      |
| Panasonic Toyota Racing   | 11  | Jarno Trulli         | Toyota TF108      | Toyota 2.4 V8        | B      |
| Panasonic Toyota Racing   | 12  | Timo Glock           | Toyota TF108      | Toyota 2.4 V8        | B      |
| Scuderia Toro Rosso       | 14  | Sébastien Bourdais   | Toro Rosso STR2B  | Ferrari 2.4 V8       | B      |
| Scuderia Toro Rosso       | 15  | Sebastian Vettel     | Toro Rosso STR2B  | Ferrari 2.4 V8       | B      |
| Honda Racing F1 Team      | 16  | Jenson Button        | Honda RA108       | Honda 2.4 V8         | B      |
| Honda Racing F1 Team      | 17  | Rubens Barrichello   | Honda RA108       | Honda 2.4 V8         | B      |
| Force India F1 Team       | 20  | Adrian Sutil         | Force India VJM01 | Ferrari 2.4 V8       | B      |
| Force India F1 Team       | 21  | Giancarlo Fisichella | Force India VJM01 | Ferrari 2.4 V8       | B      |
| Vodafone McLaren Mercedes | 22  | Lewis Hamilton       | McLaren MP4-23    | Mercedes-Benz 2.4 V8 | B      |
| Vodafone McLaren Mercedes | 23  | Heikki Kovalainen    | McLaren MP4-23    | Mercedes-Benz 2.4 V8 | B      |

Anmerkungen
1. ↑  McLaren-Mercedes fiel aufgrund einer Strafe infolge der Spionage-Affäre automatisch auf die letzte Position in der Teamrangliste

## Klassifikationen

### Qualifying
| Pos. | Fahrer               | Konstrukteur        | Q1       | Q2       | Q3       | Start |
| ---- | -------------------- | ------------------- | -------- | -------- | -------- | ----- |
| 01   | Felipe Massa         | Ferrari             | 1:25,994 | 1:26,192 | 1:27,617 | 01    |
| 02   | Heikki Kovalainen    | McLaren-Mercedes    | 1:26,736 | 1:26,290 | 1:27,808 | 02    |
| 03   | Lewis Hamilton       | McLaren-Mercedes    | 1:26,192 | 1:26,477 | 1:27,923 | 03    |
| 04   | Kimi Räikkönen       | Ferrari             | 1:26,457 | 1:26,050 | 1:27,936 | 04    |
| 05   | Robert Kubica        | BMW Sauber          | 1:26,761 | 1:26,129 | 1:28,390 | 05    |
| 06   | Mark Webber          | Red Bull-Renault    | 1:26,773 | 1:26,466 | 1:28,417 | 06    |
| 07   | Fernando Alonso      | Renault             | 1:26,836 | 1:26,522 | 1:28,422 | 07    |
| 08   | Jarno Trulli         | Toyota              | 1:26,695 | 1:26,822 | 1:28,836 | 08    |
| 09   | Nick Heidfeld        | BMW Sauber          | 1:27,107 | 1:26,607 | 1:28,882 | 09    |
| 10   | David Coulthard      | Red Bull-Renault    | 1:26,939 | 1:26,520 | 1:29,959 | 10    |
| 11   | Nico Rosberg         | Williams-Toyota     | 1:27,367 | 1:27,012 | –        | 11    |
| 12   | Rubens Barrichello   | Honda               | 1:27,355 | 1:27,219 | –        | 12    |
| 13   | Jenson Button        | Honda               | 1:27,428 | 1:27,298 | –        | 13    |
| 14   | Sebastian Vettel     | Toro Rosso-Ferrari  | 1:27,442 | 1:27,412 | –        | 14    |
| 15   | Timo Glock           | Toyota              | 1:26,614 | 1:27,806 | –        | 15    |
| 16   | Kazuki Nakajima      | Williams-Toyota     | 1:27,547 | –        | –        | 16    |
| 17   | Nelson Piquet jr.    | Renault             | 1:27,568 | –        | –        | 17    |
| 18   | Sébastien Bourdais   | Toro Rosso-Ferrari  | 1:27,621 | –        | –        | 18    |
| 19   | Giancarlo Fisichella | Force India-Ferrari | 1:27,807 | –        | –        | 20    |
| 20   | Adrian Sutil         | Force India-Ferrari | 1:28,325 | –        | –        | 19    |

Anmerkungen
1. ↑  Fisichella wurde um drei Startplätze nach hinten versetzt, da er im freien Training die Boxengasse trotz roter Ampel verlassen hatte.

### Rennen
| Pos. | Fahrer               | Konstrukteur        | Runden | Stopps | Zeit        | Start | Schnellste Runde |
| ---- | -------------------- | ------------------- | ------ | ------ | ----------- | ----- | ---------------- |
| 1    | Felipe Massa         | Ferrari             | 58     | 2      | 1:26:49,451 | 01    | 1:26,666 (16.)   |
| 2    | Lewis Hamilton       | McLaren-Mercedes    | 58     | 3      | + 3,779     | 03    | 1:26,529 (31.)   |
| 3    | Kimi Räikkönen       | Ferrari             | 58     | 2      | + 4,271     | 04    | 1:26,506 (20.)   |
| 4    | Robert Kubica        | BMW Sauber          | 58     | 2      | + 21,945    | 05    | 1:26,780 (17.)   |
| 5    | Nick Heidfeld        | BMW Sauber          | 58     | 2      | + 38,741    | 09    | 1:27,219 (20.)   |
| 6    | Fernando Alonso      | Renault             | 58     | 2      | + 53,724    | 07    | 1:27,280 (57.)   |
| 7    | Mark Webber          | Red Bull-Renault    | 58     | 2      | + 1:04,229  | 06    | 1:27,630 (14.)   |
| 8    | Nico Rosberg         | Williams-Toyota     | 58     | 2      | + 1:11,406  | 11    | 1:27,795 (55.)   |
| 9    | David Coulthard      | Red Bull-Renault    | 58     | 2      | + 1:15,270  | 10    | 1:27,966 (41.)   |
| 10   | Jarno Trulli         | Toyota              | 58     | 2      | + 1:16,344  | 08    | 1:27,926 (52.)   |
| 11   | Jenson Button        | Honda               | 57     | 1      | + 1 Runde   | 13    | 1:27,998 (57.)   |
| 12   | Heikki Kovalainen    | McLaren-Mercedes    | 57     | 3      | + 1 Runde   | 02    | 1:27,640 (55.)   |
| 13   | Timo Glock           | Toyota              | 57     | 1      | + 1 Runde   | 15    | 1:28,303 (28.)   |
| 14   | Rubens Barrichello   | Honda               | 57     | 1      | + 1 Runde   | 12    | 1:28,017 (56.)   |
| 15   | Nelson Piquet jr.    | Renault             | 57     | 2      | + 1 Runde   | 17    | 1:27,867 (40.)   |
| 16   | Adrian Sutil         | Force India-Ferrari | 57     | 3      | + 1 Runde   | 19    | 1:28,780 (35.)   |
| 17   | Sebastian Vettel     | Toro Rosso-Ferrari  | 57     | 4      | + 1 Runde   | 14    | 1:28,180 (38.)   |
| –    | Sébastien Bourdais   | Toro Rosso-Ferrari  | 24     | 1      | DNF         | 18    | 1:28,745 (19.)   |
| –    | Kazuki Nakajima      | Williams-Toyota     | 1      | 0      | DNF         | 16    | –                |
| –    | Giancarlo Fisichella | Force India-Ferrari | 0      | 0      | DNF         | 20    | –                |

## WM-Stände nach dem Rennen
Die ersten acht des Rennens bekamen 10, 8, 6, 5, 4, 3, 2 bzw. 1 Punkt(e).

### Fahrerwertung
| Pos. | Fahrer            | Konstrukteur     | Punkte |
| ---- | ----------------- | ---------------- | ------ |
| 01   | Kimi Räikkönen    | Ferrari          | 35     |
| 02   | Felipe Massa      | Ferrari          | 28     |
| 03   | Lewis Hamilton    | McLaren-Mercedes | 28     |
| 04   | Robert Kubica     | BMW Sauber       | 24     |
| 05   | Nick Heidfeld     | BMW Sauber       | 20     |
| 06   | Heikki Kovalainen | McLaren-Mercedes | 14     |
| 07   | Mark Webber       | Red Bull-Renault | 10     |
| 08   | Jarno Trulli      | Toyota           | 9      |
| 09   | Fernando Alonso   | Renault          | 9      |
| 10   | Nico Rosberg      | Williams-Toyota  | 8      |
| 11   | Kazuki Nakajima   | Williams-Toyota  | 5      |

| Pos. | Fahrer               | Konstrukteur        | Punkte |
| ---- | -------------------- | ------------------- | ------ |
| 12   | Jenson Button        | Honda               | 3      |
| 13   | Sébastien Bourdais   | Toro Rosso-Ferrari  | 2      |
| 14   | David Coulthard      | Red Bull-Renault    | 0      |
| 15   | Timo Glock           | Toyota              | 0      |
| 16   | Rubens Barrichello   | Honda               | 0      |
| 17   | Nelson Piquet jr.    | Renault             | 0      |
| 18   | Giancarlo Fisichella | Force India-Ferrari | 0      |
| 19   | Takuma Satō          | Super Aguri-Honda   | 0      |
| 20   | Anthony Davidson     | Super Aguri-Honda   | 0      |
| 21   | Adrian Sutil         | Force India-Ferrari | 0      |
| 22   | Sebastian Vettel     | Toro Rosso-Ferrari  | 0      |

### Konstrukteurswertung
| Pos. | Konstrukteur     | Punkte |
| ---- | ---------------- | ------ |
| 01   | Ferrari          | 63     |
| 02   | BMW Sauber       | 44     |
| 03   | McLaren-Mercedes | 42     |
| 04   | Williams-Toyota  | 13     |
| 05   | Red Bull-Renault | 10     |
| 06   | Toyota           | 9      |

| Pos. | Konstrukteur        | Punkte |
| ---- | ------------------- | ------ |
| 07   | Renault             | 9      |
| 08   | Honda               | 3      |
| 09   | Toro Rosso-Ferrari  | 2      |
| 10   | Force India-Ferrari | 0      |
| 11   | Super Aguri-Honda   | 0      |